# Kladno
Kladno és una ciutat de la Regió de Bohèmia Central de la República Txeca, al nord-oest de Praga. Té uns 70.000 habitants i té l'estatus de ciutat estatutària. Kladno és la ciutat més gran de la regió i juntament amb la seva àrea suburbana circumdant sumaria més de 110.000 habitants. Forma part de l'àrea metropolitana de Praga.
La ciutat va donar nom a la kladnoïta, un mineral de la classe dels compostos orgànics que va ser descobert en aquesta localitat l'any 1942.

## Història
La primera aparició de Kladno a la documentació escrita data del segle xiv. El 1562 es van atorgar els drets de la ciutat. Fins al 1918 la ciutat formava part de l'Imperi Austríac, cap del districte de Kladno, un dels 94 Bezirkshauptmannschaften de Bohèmia.

## Economia
Kladno fou històricament el bressol de la indústria pesant de Bohèmia. Durant molt temps, la ciutat va acollir l'acereria Poldi, l'empresa més gran de la regió en nombre de treballadors. La fàbrica encara existeix, però ha estat dividida en empreses més petites després de la privatització i de canvis de titularitat. La indústria minera s'hi va establir el 1842, mentre que el 1863 s'hi va obrir la primera oficina de correus. Després de la caiguda del règim comunista, l'economia local va mantenir certa estabilitat, malgrat la forta desindustrialització, gràcies en part a la proximitat de la capital.